# Heaven (novela)
Heaven (ヘヴン, Hevun) es una novela de 2009 de Mieko Kawakami.  En 2010 la novela ganó el Premio Literario Murasaki Shikibu y en 2022, su traducción al inglés fue finalista del Premio International Booker.

## Contexto
El título hace referencia a una pintura que aparece en la historia y a la que uno de los personajes, una chica llamada Kojima, dio un nuevo nombre.
En 2021, la obra fue traducida al inglés por Sam Bett y David Boyd.  Su traducción al castellano, lanzada en 2023 y publicada por Seix Barral, contó con Lourdes Porta Fuentes como traductora. Se trata del segundo libro de Kawakami traducido al castellano.

## Contenido
La historia se desarrolla en Japón, en 1991. El narrador es un chico de 14 años que es acosado por otros compañeros varones a causa de su estrabismo. Otros personajes se refieren a él como "Ojos" (en japonés: ロ ンリ リ, Ronpari), y en la obra no se revela su nombre real. El primer capítulo describe el acoso que "Ojos" recibe, incapaz de enfrentarse a los matones del instituto, mientras intenta, sin éxito, pasar desapercibido.
El otro personaje principal es Kojima (ジジマ),  apodada "Hazmat", que también tiene14 años y es humillada por otras alumnas.  Su madre dejó a su padre para casarse con un hombre rico, mientras que su padre permaneció en un entorno más pobre. A partir de ese momento, y debido a su afinidad con su padre, Kojima adoptó la apariencia de una persona pobre y dejó de bañarse, vistiendo ropa poco limpia y llevando su cabello descuidado.
Otros personajes de la obra son Ninomiya (二ノ宮), quien ejerce como acosador principal y tiene las calificaciones más altas de los estudiantes de la clase, y Momose (Mom), el segundo de Ninomiya, que le dice a Kojima que los matones actúan por el hecho de que son capaces de hacerlo. La crítica literaria Merve Emre describe a Ninomiya como "guapo, popular". La ensayista Thu-Huong Ha, en The Washington Post, describió la visión de Momose como nihilista.
Kojima busca hacerse amiga de "Ojos", dejándole notas para que las lea. Inicialmente, "Ojos" y Kojima aceptan la violencia diaria que recae sobre ellos sin enfrentarla, aferrándose a la idea de que se trata de un pequeño acto de resistencia Kojima cree que sufrir acoso escolar le ayuda a purificarse, le da sentido, y no está de acuerdo con la idea de que "Ojos" se someta a una cirugía para corregir su condición. Kawakami, la autora, no se muestra conforme con la actitud de Kojima, que califica de perjudicial para su personaje. La crítica literaria Lily Meyer, en la National Public Radio (NPR), afirma que la autora tiene una visión comprensiva de Kojima.  Thu-Huong Ha describe la comprensión de Kojima sobre el acoso escolar como "algo religioso, moralista". Meyer afirmó que Kojima es similar a Franny Glass, y que arrastra a "Ojos", al no poder brindar verdadera amistad o solidaridad.
El acoso aumenta en intensidad a medida que avanza la trama. Después del discurso, "Ojos" rechaza las creencias de Kojima y toma la decisión de enfrentarse a un agresor.

## Reconocimientos
En 2010 la obra fue galardonada con el Premio Murasaki Shikibu.  En 2022 la traducción al inglés fue finalista para el Premio International Booker.